# Anniara Muñoz
Anniara Muñoz Carrazana (ur.  24 stycznia 1980) – kubańska siatkarka, medalistka igrzysk olimpijskich.

## Życiorys
W 2002 Muñoz wraz z reprezentacją Kuby wystąpiła podczas mistrzostw świata w Niemczech. Reprezentowała swój kraj na igrzyskach 2004 w Atenach. Zagrała wówczas w czterech z pięciu meczów fazy grupowej, wygranym ćwierćfinale z Włoszkami, przegranym półfinale z Chinkami oraz w wygranym pojedynku o brąz z Brazylią. W 2003 wraz z reprezentacją zdobyła srebrny medal na mistrzostwach Ameryki Północnej, Środkowej i Karaibów 2003 w Santo Domingo. W 2006 z drużyna narodową zdobyła srebro podczas Pucharu Panamerykańskiego w Portoryko i zajęła czwarte miejsce w Grand Prix.
W latach 2010–2013 grała w szwajcarskim klubie TSV Düdingen.